# Natalie Shaw
Natalie Shaw, född 14 juni 1980 i Los Angeles, Kalifornien, är en amerikansk skådespelerska. Hon har bland annat spelat rollen som Shane Fusco i TV-serien Under Suspicion som hon blev nominerad för i Young Artist Awards. Hon är dotter till Susan Damante samt syster till Vinessa Shaw som även de är verksamma inom skådespelarbranschen.